# 亚马
亚马（1913年—1999年），原名李汝山，男，山西平定人，中国电影事业家，曾任长春电影制片厂厂长、党委书记，吉林师范大学校长，中华人民共和国文化部电影局局长。